# 波亞納拉庫盧伊
44°49′N 24°44′E / 44.817°N 24.733°E
波亞納拉庫盧伊鄉（羅馬尼亞語：Comuna Poiana Lacului, Argeș），是羅馬尼亞的鄉份，位於該國中南部，由阿爾傑什縣負責管轄，處於布加勒斯特以西120公里，每年平均降雨量1,029毫米，海拔高度319米，2007年人口6,819。